# Дайніс Дукурс
Дайніс Дукурс (латис. Dainis Dukurs, 24 січня 1957, Алуксне, Латвія) — латвійський бобслеїст, колишній директор санно-бобслейної траси у Сігулді, депутат ради Сігулдського краю та тренер з скелетону. Нагороджений Орденом Трьох зірок 3-го ступеню.
Навчався у середній школі м. Валка, спортивній гімназії м. Мур'яні та Ризькому політехнічному інституті. У 1985 році став чемпіоном Латвії з бобслею разом з Янісом Скастриншем. У 1994 році став директором санно-бобслейної траси Сігулді. З 1984 року виробляє бобслейне обладнання. Тричі був визнаний кращим тренером року в Латвії (2010 , 2011 , 2013). У 2009 році був обраний до районної ради Сігулдського краю. Наприкінці 2013 року оголосив про відмову від посади директора санно-бобслейної траси Сігулда, щоб зосередитися на роботі тренера.
Вважається основоположником скелетону в Латвії.
Є головним тренером латвійської команди з скелетону. 
Також тренує своїх синів Мартінса та Томаса. 